# دلفینان رودخانه‌ای آسیایی
دلفینان رودخانه‌ای آسیایی (به لاتین: Platanistidae) یک تیره از دلفین‌های رودخانه‌ای است که شامل دلفین‌های رودخانه‌تی گنگ و دلفین رودخانه‌ای سند (هر دو در سردهٔ دلفین رودخانه‌ای جنوب آسیا (Platanista)) است، اما همچنین از خویشاوندان منقرض‌شده از آب‌های شیرین و نهشته‌های دریایی در نئوژن است.
زمانی تصور می‌شد که دلفین رودخانه‌ای آمازون، دلفین رودخانه‌ای چین و دلفین لاپلاتا وابسته به تیرهٔ Platanistidae هستند (به عنوان مثال سیمپسون، ۱۹۴۵)، اما مطالعات کلاسیک و DNA که در دههٔ ۱۹۹۰ آغاز شد، نشان داد که سه گونه پیشین بیشتر به دلفین‌واران مرتبط هستند تا به دلفین‌های رودخانه‌ای جنوب آسیایی. تیره‌های منقرض‌شده odontocete Allodelphinidae و Squalodelphinidae نزدیک به Platanistidae هستند. فسیل‌های این تبارشاخه در نهشته‌های آمریکای شمالی و جنوبی، اروپا و آسیای مرکزی یافت شده است.